# Kartlijsko-kahetsko kraljestvo
Kartlijsko-kahetsko kraljestvo je bilo kraljestvo, ustanovljeno leta 1762 z združitvijo vzhodnih gruzijskih kraljestev Kartlije in Kahetije. 
Od začetka 16. stoletja do sklenitve miru v Amasiji iz leta 1555 sta bili obe kraljestvi pod iransko oblastjo. Leta 1744 je Nader Šah kot nagrado za njuno zvestobo podelil Kraljestvo Kartli Tejmurazu II., Kraljestvo Kaheti pa njegovemu sinu Herakliju II. Ko je Nader Šah leta 1747 umrl, sta Tejmuraz II. in Heraklij II. izkoristila nestabilnost v Iranu in razglasila de facto neodvisnost. Po smrti Tejmuraza II. leta 1762 ga je Heraklij nasledil tudi kot vladar Kartlija in združil obe kraljestvi. 
Heraklij II. je po stoletjih iranske suverenosti nad Gruzijo lahko zagotovil avtonomijo svojega kraljestva le v času kaosa, ki je izbruhnil po smrti Nader Šaha. Vzhodna Gruzija je bila po treh stoletjih tujih vladavin ponovno združena pod svojo krono. Čeprav se je Heraklij II. kmalu po združitvi leta 1762 de jure podredil novoustanovljeni dinastiji Zand, je kraljestvo ostalo de facto avtonomno naslednja tri desetletja. Leta 1783 je Heraklij II. podpisal Georgijevski sporazum z Ruskim carstvom, s katerim je uradno položil investituro Kartlije in Kahetije v roke ruskega monarha in kraljestvo naredil za ruski protektorat. Protektorat je med drugim zagotovil nominalno jamstvo za zaščito pred novimi iranskimi ali drugimi poskusi ponovne osvojitve ali napada na vzhodno Gruzijo. Po letu 1790 je v Iranu zavladala nova močna iranska dinastija Kadžar na čelu z Ago Mohamedom Kanom, ki se je izkazala za ključno v zgodovini kratkoživega gruzinskega kraljestva. 
V naslednjih nekaj letih je novi iranski šah zavaroval svojo državo in se nato odločil ponovno osvojiti Kavkaz in znova uvesti tradicionalno iransko suverenost nad regijo. Potem ko je Heraklij II. zavrnil odpoved sporazuma z Rusijo in prostovoljno podreditev Iranu v zameno za mir in blaginjo v svojem kraljestvu, je Aga Mohamed Kan vdrl v Kartli-Kaheti, zasedel in oplenil Tbilisi in ga dejansko vrnil pod iransko oblast. Njegova oblast ni trajala dolgo, ker je bil dve leti kasneje  umorjen. Heraklij II. je umrl leto za njim. 
Naslednja leta obstoja kraljestva so minila v zmedi, ki je dosegla vrhunec leta 1801 z uradno priključitvijo Kartlijsko-kahetskega kraljestva k Ruskemu imperiju. Kartlijsko-kahetski prestol je nominalno zasedel Heraklijev sin Jurij XII.  Po rusko-perzijski vojni 1804-1813 je Iran uradno prepustil kraljestvo Rusiji, s čimer se je začelo novo poglavje v gruzijski zgodovini, osredotočeno na Rusijo. 

## Zgodovina
Po smrti Nader Šaha leta 1747 sta Heraklij II. in Tejmuraz II. izkoristila izbruh kaosa v Iranu. V naslednjem obdobju je Heraklij II. sklenil zavezništva s kani kavkaških kanatov, vzpostavil vodilni položaj na južnem Kavkazu in zaprosil za pomoč Rusijo. Leta 1762 je nasledil svojega očeta kot kralj Kartlija, ga pridružil svojemu kraljestvu in vzhodna Gruzija je s tem prvič po treh stoletjih postala politično enotna.
Okoli leta 1760 je  novi vladar Irana postal Karim Kan Zand. Kmalu zatem so v letih 1762-1763 sledili kanovi pohodi  v Azerbajdžan in Heraklij se mu je de iure podredil in vladal kot vali (guverner, podkralj) Gorjestana (Gruzija). Naslov vali, ki je v obdobju Safavidov nekaj veljal, je v tem času postal prazna čast. Karim Kan je leta 1779 umrl in Iran je ponovno zajel kaos.
Kralj Heraklij II. je želel ostati neodvisen, vendar se je hkrati  zavedal, da bo potreboval tujega zaščitnika svojega kraljestva. Leta 1783 je zato z Rusijo sklenil Georgijevski sporazum, s katerim je odgovornosti za obrambo in zunanje zadeve prenesel na Ruski imperij. To je hkrati pomenilo zavrnitev vsakršne odvisnosti od Irana ali katere koli druge sile. Heraklij je kljub velikim koncesijam, danim Rusiji, uspel v svojem kraljestvu ohraniti notranjo avtonomijo.
Nenavadno ambivalenten položaj Heraklija II. v teh desetletjih se je odraža v kovancih, ki jih je koval v svojem kraljestvu. Srebrniki so bili kovani z imenom Ismaila III. ali z napisom v slogu "Zanda jya karim" ("O milostivi"), ki naj bi se nanašal na boga, dejansko pa se je nanašal Karima Kana Zanda. Ti srebrniki so se v Tbilisiju kovali do leta 1799, se pravi še dvajset let po Karimovi smrti. V istem času so bile na bakrenih kovancih, kovanih v Tbilisiju, tri ikonografije: krščanska, gruzinska in celo carska ruska v obliki dvoglavega orla. Srebrniki s Karimovim imenom so bili v rabi tudi v Iranu, medtem ko so bili bakreni kovanci kovani samo za lokalno rabo in so odražali Heraklijevo  politično usmerjenost k Rusiji.

### Dvor in vladanje
Dvor Heraklija II. posnemal pomp perzijskega dvora. Sam se je oblačil v perzijskem slogu, a je začel ambiciozen program evropeizacije, ki so ga podpirale gruzijske intelektualne elite. Pri tem ni bil preveč uspešen, ker je bila Gruzija fizično izolirana od Evrope in je morala vsa razpoložljiva sredstva porabiti za obrambo svoje negotove neodvisnosti. Kralj si je prizadeval pridobiti podporo evropskih sil in pritegniti zahodne znanstvenike in tehnike, da bi njegovi državi posredovali najnovejše vojaške in industrijske tehnike. Njegov slog vladanja je bil v tem smislu podoben slogu takratnih razsvetljenih despotov v Srednji Evropi. Sam je izvajal izvršilno, zakonodajno in sodno oblast ter natančno nadziral dejavnosti vladnih služb. Glavni cilj njegove notranje politike je bil nadaljnja centralizacija vlade z istočasnim zmanjševanjem  moči aristokracije. V ta namen je poskušal ustvariti vladajočo elito, sestavljeno iz lastnih zaupnikov, ki bi na lokalni ravni zamenjali samovoljno aristokratsko gospodo.

## Kadžarska invazija
V zadnjih nekaj desetletjih 18. stoletja je Gruzija postala pomembnejši element v rusko-iranskih odnosih kot nekatere province v severnem Iranu, na primer Mazandaran ali celo Gilan. V nasprotju s Petrom Velikim je ruska carica Katarina Velika gledala na Gruzijo kot na središče svoje kavkaške politike, saj so bile nove težnje Rusije, da jo uporabi kot oporišče za operacije tako proti Iranu kot Osmanskemu cesarstvu, na katera je mejila. Druga pomembna težnja je bila imeti še eno pristanišče na gruzijski obali Črnega morja. Leta 1784 je prispel v Tbilisi skromen  ruski kontingent dveh pehotnih bataljonov s štirimi topovi, vendar je bil leta 1787 umaknjen kljub ostrim protestom Gruzijcev, ker se je začela na drugi fronti nova ruska vojna proti osmanski Turčiji.
Posledice teh dogodkov so se pokazale nekaj let kasneje, ko je v dolgotrajnem boju za oblast v Iranu zmagala iranska Kadžarska dinastija. Kadžarski šah Aga Mohamed Kan si je za svojo prvo nalogo zadal ponovno vključitev Kavkaza v iransko politično sfero. V ta proces, ki mu je že prinesel Širaz, Isfahan in Tabriz, je bila vključena tugi Gruzija. Na Gruzijo je gledal kot vladarji pred njim kot na eno od provinc Irana, kakršen je bil na primer Horasan.   Aga Mohamed Kan je zato na Kavkazu izvedel vse potrebne ukrepe, da bi podredil in ponovno vključil vse regije, izgubljene po smrti Nader Šaha in propadu Zandov. Med ukrepe je spadalo tudi zatiranje vsega, kar je v iranskih očeh veljalo za izdajo gruzijskega valija.
V kratkem obdobju, ko v Iranu ni bilo notranjih sporov in so bile meje v  severni, zahodni in osrednji Perziji varne, je kan  Heraklija II. zahteval, naj se odpove sporazumu z Rusijo in ponovno sprejme perzijsko suverenost v zameno za mir in varnost. Osmani, sosednji tekmec Irana, so slednjemu prvič v štirih stoletjih priznali pravice nad Kartlijo in Kahetijo. Heraklij se je nato obrnil na svojo teoretično zaščitnico, rusko carico Katarino II., in od nje  zahteval vsaj 3000 ruskih vojakov. Rusija njegove zahteve ni upoštevala in prepustila obrambo Gruzije njej sami. Heraklij II. je kljub temu  zavrnil šahov ultimat.
Aga Mohamed Kan je po političnem obratu pridobil več podpore svojih podrejenih kanov Erevana in Gandže, prečkal reko Aras in  poslal Herakliju svoj zadnji ultimat, ki ga je slednji prav tako zavrnil in hkrati poslal svoje kurirje v Sankt Peterburg. On sam se je s kraljem Salomonom II. Imeretskim in nekaj Imeretci odpravil na jug branit svoje kraljestvo.
Aga Mohamed Kan se je s svojo vojsko odpravil proti Tbilisiju, čemur je sledila velika bitka med iransko in gruzijsko vojsko. Herakliju je uspelo mobilizirati približno 5000 vojakov, vključno s približno 2000 iz sosednjega Imeretija.  Gruzijci, ki so bili številčno premočni, so bili na koncu kljub čvrstemu odporu poraženi. Nekaj ur kasneje je  Aga Mohamed Kan popolnoma obvladal gruzijsko prestolnico. Perzijska vojska se je nato umaknila z obilnim plenom in več tisoč ujetniki.
Osvojitev Tbilisija je dejansko pomenila pridobitev popolnega nadzora nad vzhodno Gruzijo  in Aga Mohamed Kan je bil leta 1796 uradno okronan za šaha. Gruzija je bila kaznovana, ruski prestiž pa okrnjen. Heraklij II. se je vrnil v Tbilisi, da bi ponovno zgradil mesto, vendar je bilo uničenje njegove prestolnice smrtni udarec za njegove upe in načrte. Ko je izvedel za padec Tbilisija, je general Gudovič krivdo zvalil na same Gruzijce. Da bi obnovila ruski prestiž, je Katarina II. na Gudovičev predlog Iranu napovedala vojno in aprila istega leta poslala vojsko pod vodstvom Valerijana Zubova napast Iran. Novi car Pavel I., ki je Katarino nasledil novembra, je pohod takoj preklical.

## Posledice in vključitev kraljestva v Ruski imperij
Ponovna vzpostavitev iranske oblasti nad Gruzijo je bila tokrat kratkotrajna. Naslednjih nekaj let  je bilo polnih zmešnjav. Leta 1797 je bil Aga Mohamed Kan umorjen v svojem šotoru v Šuši, glavnem mestu Karabaškega kanata, ki ga je zavzel le nekaj dni prej. 14. januarja 1798 je umrl tudi Heraklij II. Na prestolu ga je nasledil njegov najstarejši sin Jurij XII., ki je 22. februarja 1799 za svojega uradnega dediča imenoval svojega najstarejšega sina, princa Davida (Bagrationi-Batoniošvilija). Istega leta, po vakuumu oblasti v Gruziji, ki je nastal predvsem zaradi smrti Aga Mohamed Kana, so ruske čete vstopile v Tbilisi. V skladu s 6. členom sporazuma iz leta 1783 je cesar Pavel I. 18. aprila 1799 potrdil Davidovo zahtevo, da vlada kot naslednji kralj. Med številnimi sinovi kralja Jurija in njihovimi strici je izbruhnil spor glede prestola. Heraklij II. je namreč po naročilu njegove tretje žene, kraljice Darejan (Darje), pri dedovanju prestola dal prednost mlajšim bratov umrlih kraljev in ne njihovim lastnim sinovom. 
Posledični dinastični prevrat je spodbudil kralja Jurija, da je na skrivaj povabil Pavla I. Ruskega, da napade Kartli-Kaheti, podredi kneze Bagrationije in upravlja kraljestvo iz Sankt Petegurga pod pogojem, da se Juriju in njegovim potomcem dovoli, da še naprej nominalno vladajo pod rusko dinastijo Romanov. Resnici na ljubo je Jurija XII. k povabilu spodbudil tudi neprekinjen pritisk Irana.
Pavel I. je ponudbo pogojno sprejel,  vendar si je pred zaključkom pogajanj premislil in 18. decembra 1800 izdal odlok o priključitvi Kartli-Kahetija k Rusiji in odstavitvi Bagratidov. Pavel I. je bil kmalu zatem umorjen. Njegov naslednik, car Aleksander I., je razmišljal o preklicu aneksije v korist naslednika iz Bagratidske dinastije, ker ni prepoznal nobenega, ki bi zanesljivo obdržal krono, pa je 12. septembra 1801 potrdil aneksijo. Jurij XII. je  medtem 28. decembra 1800 umrl, preden je izvedel, da je izgubil prestol. Do naslednjega aprila so ruske čete prevzele nadzor nad državno upravo in februarja 1803 pospremile carjeviča Davida Bagrationija iz Tbilisija v Sankt Peterburg. 
Ker se Iran ni žele odpovedati Gruziji, ki je bila stoletja del koncepta Irana tako kot ostala kavkaška ozemlja, je priključitev Kartli-Kahetija vodila v rusko-perzijski vojni v letih 1804-1813 in 1826-1828. Med vojno 1804-1813 so Rusi dosegli ključno zmago nad iransko vojsko pri reki Zagam in rešili Tbilisi pred ponovno iransko osvojitvijo. Vojna se je na koncu končala z Gulistanskim sporazumom,  ki je prisilil Iran, da Rusiji uradno odstopi vzhodno Gruzijo, Dagestan in večino današnjega Azerbajdžana. Do vojne v letih  1826-1828 je Rusija od Irana prevzela današnjo Armenijo, Nahičevanski kanat, Lankaranski kanat in Iğdır. Rusi so tako do leta 1828 na Kavkazu pridobili izredno močno oporo. Deli zahodne Gruzije so bili dodani imperiju v istem obdobju v vojnah z Osmanskim cesarstvom.